# روس‌ها در قزاقستان
روس‌ها در قزاقستان (انگلیسی: Russians in Kazakhstan) دارای سابقه طولانی هستند. از قرن نوزدهم جمعیت قابل توجهی از قزاق‌های روسی وجود داشته‌است. اگرچه تعداد آن‌ها از زمان فروپاشی اتحاد جماهیر شوروی کاهش یافته‌است، اما امروز در جامعه قزاقستان برجسته هستند. روس‌ها برای چندین دهه تعداد زیادی از جمعیت جمهوری شوروی سوسیالیستی قزاقستان را تشکیل می‌دادند.

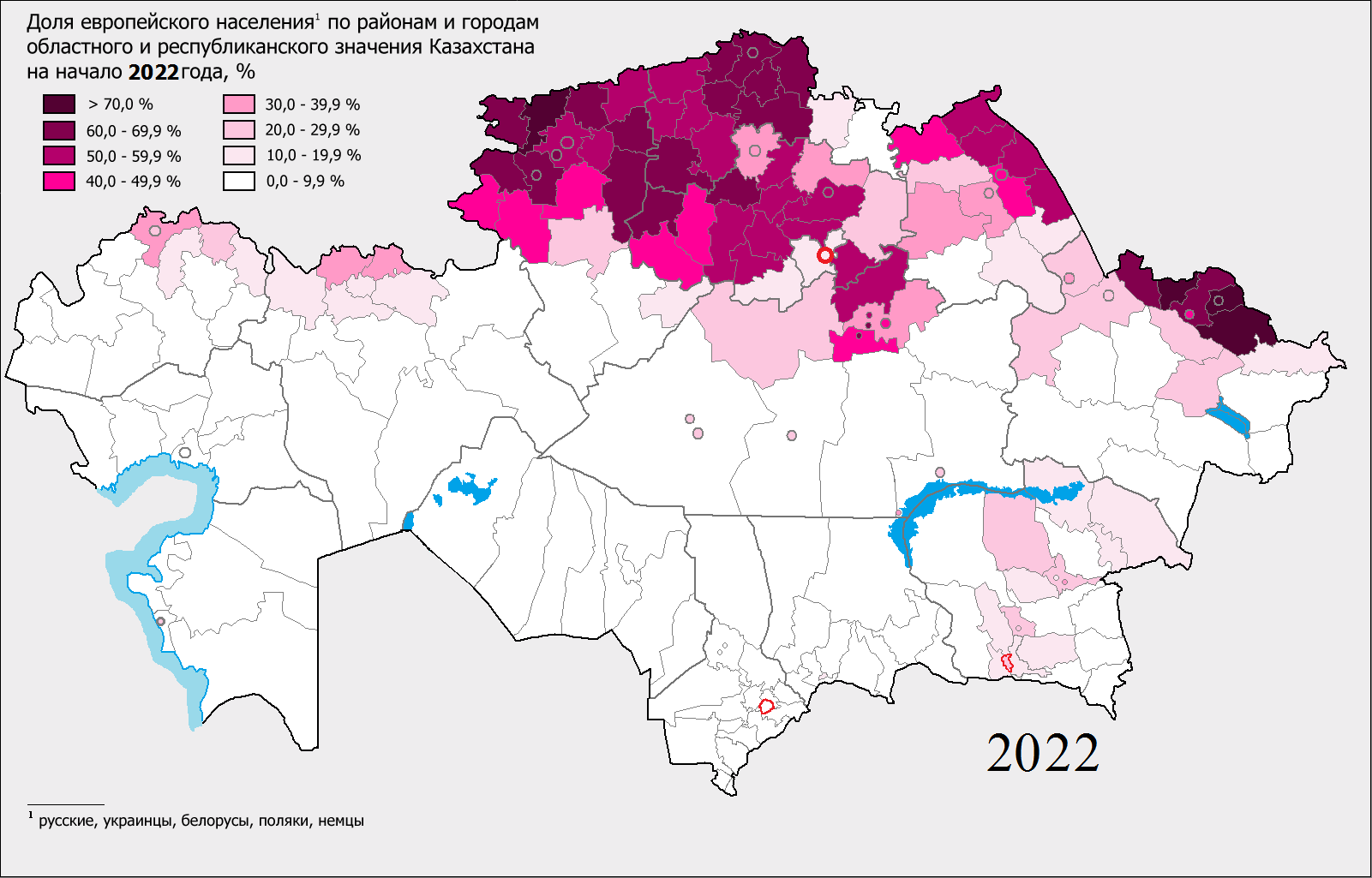

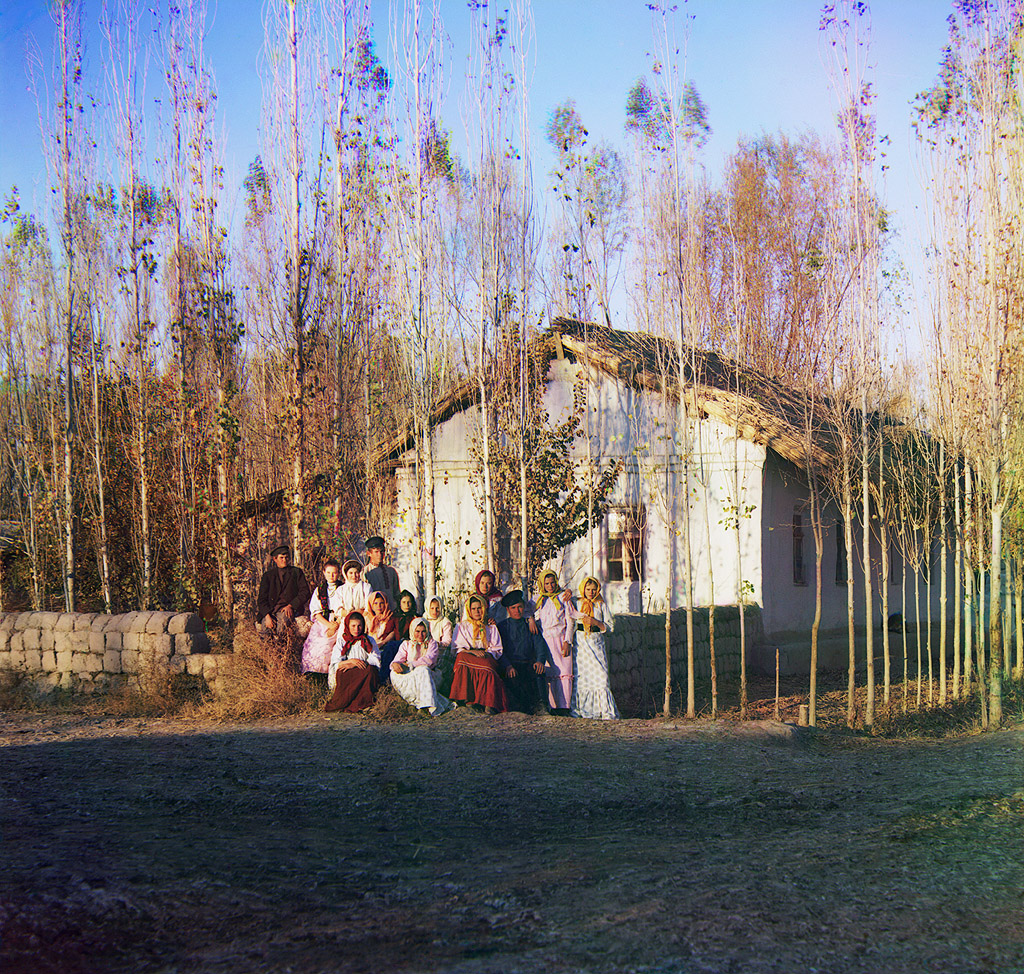
Russian settlers in Kazakhstan, 1911. Sergei Mikhailovich Prokudin-Gorskii

| The share of the European population by districts and cities of regional and republican subordination Kazakhstan in 2016 > ۷۰٪ ۶۰٫۰–۶۹٫۹٪ 50.0 - 59.9 % 40.0 - 49.9 % 30.0 - 39.9 % 20.0 - 29.9 % 10.0 - 19.9 % 0.0 - 9.9 % |